# Chinese Super League (2012)
Rozgrywki 2012 były 9. sezonem w historii profesjonalnej Super League. Tytułu mistrzowskiego broniło Guangzhou Evergrande. Sezon toczył się systemem kołowym. Udział w nim wzięło czternaście zespołów z poprzednich rozgrywek i dwie drużyny, które awansowały z China League One. Po sezonie z ligi spadł zespół Henan Jianye, zaś Dalian Shide wycofał się z rozgrywek. Mistrzostwo zdobyła drużyna Guangzhou Evergrande.

## Zespoły
| Uczestnicy poprzedniej edycji                                                                                 | Uczestnicy poprzedniej edycji | Uczestnicy poprzedniej edycji | Uczestnicy poprzedniej edycji |
| --- | ----------------------------- | ----------------------------- | ----------------------------- |
| GUO | Beijing Guo’an                |                               |                               |
| YAT | Changchun Yatai               |                               |                               |
| DAL | Dalian Shide                  |                               |                               |
| GZE | Guangzhou Evergrande          |                               |                               |
| HGR | Hangzhou Greentown            |                               |                               |
| HEN | Henan Jianye                  |                               |                               |
| JIA | Jiangsu Suning                |                               |                               |
| LWH | Liaoning Whowin               |                               |                               |
| NAN | Nanchang Hengyuan             |                               |                               |
| QIN | Qingdao Jonoon                |                               |                               |
| SBC | Shaanxi Baorong Chanba        |                               |                               |
| SLT | Shandong Luneng Taishan       |                               |                               |
| SSH | Shanghai Shenhua              |                               |                               |
| TED | Tianjin Teda                  |                               |                               |
| Awans z China League One 2011                                                                                 |                               |                               |                               |
| DAA | Dalian A’erbin                |                               |                               |
| GRF | Guangzhou R&F                 |                               |                               |
| Oznaczenia: - kolumna pierwsza – skróty nazw drużyn, - kolumna trzecia – miejsce zajęte w poprzednim sezonie. |                               |                               |                               |

## Tabela
| Lp. | Drużyna                  | M  | Z  | R  | P  | Bramki | Bramki | Różn. | Pkt | Uwagi                                                                        | Bezpośrednio                                          |
| --- | ------------------------ | -- | -- | -- | -- | ------ | ------ | ----- | --- | ---------------------------------------------------------------------------- | ----------------------------------------------------- |
| 1   | Guangzhou Evergrande (M) | 30 | 17 | 7  | 6  | 51     | 30     | +21   | 58  | Liga Mistrzów AFC • Faza grupowa1                                            |                                                       |
| 2   | Jiangsu Suning           | 30 | 14 | 12 | 4  | 49     | 29     | +20   | 54  | Liga Mistrzów AFC • Faza grupowa1                                            |                                                       |
| 3   | Beijing Guo’an           | 30 | 14 | 6  | 10 | 34     | 35     | −1    | 48  | Liga Mistrzów AFC • Faza grupowa1                                            |                                                       |
| 4   | Shaanxi Baorong Chanba   | 30 | 12 | 9  | 9  | 44     | 33     | +11   | 45  | Liga Mistrzów AFC • Faza grupowa1                                            |                                                       |
| 5   | Dalian A’erbin           | 30 | 11 | 11 | 8  | 51     | 46     | +5    | 44  |                                                                              | Dalian A’erbin 1-2 Changchun Yatai 1-2 Dalian A’erbin |
| 6   | Changchun Yatai          | 30 | 12 | 8  | 10 | 37     | 40     | −3    | 44  |                                                                              | Dalian A’erbin 1-2 Changchun Yatai 1-2 Dalian A’erbin |
| 7   | Guangzhou R&F            | 30 | 13 | 3  | 14 | 47     | 49     | −2    | 42  |                                                                              |                                                       |
| 8   | Tianjin Teda             | 30 | 10 | 10 | 10 | 29     | 30     | −1    | 40  |                                                                              |                                                       |
| 9   | Shanghai Shenhua         | 30 | 8  | 14 | 8  | 39     | 34     | +5    | 38  |                                                                              |                                                       |
| 10  | Liaoning Whowin          | 30 | 8  | 12 | 10 | 40     | 41     | −1    | 36  | Liaoning, 10 pkt. Hangzhou, 9 pkt. Shandong, 6 pkt., 4-5 Qingdao, 6 pkt. 4-5 |                                                       |
| 11  | Hangzhou Greentown       | 30 | 9  | 9  | 12 | 34     | 46     | −12   | 36  | Liaoning, 10 pkt. Hangzhou, 9 pkt. Shandong, 6 pkt., 4-5 Qingdao, 6 pkt. 4-5 |                                                       |
| 12  | Shandong Luneng Taishan  | 30 | 8  | 12 | 10 | 46     | 43     | +3    | 36  | Liaoning, 10 pkt. Hangzhou, 9 pkt. Shandong, 6 pkt., 4-5 Qingdao, 6 pkt. 4-5 |                                                       |
| 13  | Qingdao Jonoon           | 30 | 10 | 6  | 14 | 26     | 34     | −8    | 36  | Liaoning, 10 pkt. Hangzhou, 9 pkt. Shandong, 6 pkt., 4-5 Qingdao, 6 pkt. 4-5 |                                                       |
| 14  | Dalian Shide             | 30 | 8  | 10 | 12 | 39     | 49     | −10   | 34  | Wycofana po sezonie                                                          |                                                       |
| 15  | Nanchang Hengyuan        | 30 | 6  | 12 | 12 | 36     | 35     | +1    | 30  |                                                                              |                                                       |
| 16  | Henan Jianye (S)         | 30 | 7  | 5  | 18 | 28     | 56     | −28   | 26  | Spadek do China League One                                                   |                                                       |

## Najlepsi strzelcy
| Poz. | Zawodnik           | Zespół                  | Bramki |
| ---- | ------------------ | ----------------------- | ------ |
| 1    | Cristian Dănălache | Jiangsu Suning          | 23     |
| 2    | Peter Utaka        | Dalian A’erbin          | 20     |
| 3    | Rafael Coelho      | Guangzhou R&F           | 14     |
| 4    | Anselmo            | Nanchang Hengyuan       | 13     |
| 4    | Sjoerd Ars         | Tianjin Teda            | 13     |
| 6    | Muriqui            | Guangzhou Evergrande    | 12     |
| 6    | Zlatan Muslimović  | Shaanxi Baorong Chanba  | 12     |
| 8    | James Chamanga     | Dalian Shide            | 10     |
| 8    | Martin Kamburow    | Dalian Shide            | 10     |
| 8    | Darío Conca        | Guangzhou Evergrande    | 10     |
| 8    | Gilberto Macena    | Shandong Luneng Taishan | 10     |
| 8    | Wang Yongpo        | Shandong Luneng Taishan | 10     |